# 충주 미륵대원지 석조보살의좌상
충주 미륵대원지 석조보살의좌상(忠州 彌勒大院址 石造菩薩倚坐像)은 충청북도 충주시 수안보면, 미륵대원지에 있는 고려시대의 석불이다. 2005년 5월 6일 충청북도의 문화재자료 제47호로 지정되었다.

## 같이 보기
- 충주 미륵대원지 - 사적 제317호

## 개요
머리에 보관을 쓴것으로 보이며 관식은 어깨까지 내려온다. 목에는 삼도흔 보이며 왼손은 법의자락을 잡고 있고 오른손은 배부분에 댄것으로 보인다. 왼발은 수직으로 내렸으며 오른발은 왼발 종아리 뒤쪽에 대고 있다.

## 참고 자료
- 충주 미륵대원지 석조보살의좌상 - 국가유산청 국가유산포털